# Um eine Fürstenkrone
Um eine Fürstenkrone ist ein US-amerikanisches Historienmelodram aus dem Jahre 1932 mit Pola Negri, die hiermit ihren ersten Tonfilm vorlegte, in der Hauptrolle.

## Handlung
Der junge Serben-Hauptmann Alex Pastitsch ist unsterblich in die gefeierte Soubrette Maria Draga verliebt und hat sich deswegen bereits in Unkosten gestürzt, um die Wünsche der verwöhnten Diva zu erfüllen. Hoch verschuldet, droht er mit seinem Verhalten sogar seine Karriere zu ruinieren. Pastitschs Vorgesetzter Obert Stradimirowitsch bittet Madame inständig, von dem verliebten Gockel zu lassen, um ihn nicht vollends ins Unglück zu stürzen. Maria Draga lässt sich darauf ein, behauptet gegenüber ihrem Liebhaber, dass ein anderer Mann in ihr Leben getreten sei, und verkauft einige derjenigen Juwelen, die ihr Alex einst geschenkt hatte. Damit begleicht sie heimlich seine Schulden. Dann beginnt sich die Künstlerin ihrer eigenen Talente zu besinnen und kehrt als Cabaretsängerin zur Bühne zurück. Sie feiert erneut große Erfolge und tritt in Wien, Berlin und Budapest auf.
Während eines Auftritts in Serbien besucht der hiesige König ihre Vorstellung und ist sofort fasziniert von Maria Draga. Man bittet sie auf das Königsschloss, und die Künstlerin lässt sich dorthin von Leutnant Iwan Petrovitch von der königlichen Garde begleiten. Es kommt zu einem ausschweifenden Gelage, doch Maria Draga weigert sich standhaft, sich dem König hinzugeben. Enttäuscht gibt der König Befehl, die Sängerin nach Hause zu begleiten, da begegnet Maria Draga ausgerechnet ihrem Alex Pastitsch. Der wiederum glaubt, sie käme soeben aus dem Bett des Königs und beleidigt sie daraufhin aus Enttäuschung. Der König lässt derweil nicht locker, und als Maria Draga fluchtartig das Land verlassen will, lässt er den Zug anhalten und Maria Draga erneut zu sich bringen. Der Monarch wird von seinen umgebenen Ministern und Beratern dringend vor einer derartigen Affäre gewarnt, doch dem angeschwipsten König ist nun alles egal. Er hält um Maria Dragas Hand an. Angesichts der von Pastitsch erfahrenen Demütigung willigt Maria Draga schließlich dem Heiratsantrag ein und wird nächste Königin des Landes.
Bei einer Militärparade zu Ehren der neuen Königin verweigert Hauptmann Pastitsch die militärische Ehrenbezeugung und wird daraufhin prompt ins Gefängnis geworfen. Maria Draga fleht ihren Mann an, Gnade vor Recht ergehen und ihn wieder in die königliche Garde zurückführen zu lassen. Sie hat damit erst nach einem Jahr der Inhaftierung Pastitschs Erfolg. Bald murrt das Volk aufgrund der Herkunft der neuen Monarchin, genau so, wie es einst der Premierminister des Landes vorausgesagt hat. Am Tag, als Königin Dragas Sohn Milan in der Kathedrale getauft wird, kommt es zu einem Bombenanschlag auf das Gotteshaus. Nicht nur im Volk grummelt es, sondern auch beim Militär, das einen Putschversuch unternimmt. Pastitsch stellt sich an die Spitze der meuternden Offiziere und stürmt mit seinen Männern den Königspalast. Es kommt zu einer heftigen Auseinandersetzung beider Seiten, bei der einer der übereifrigen meuternden Offiziere den Monarchen erschießt.
Mit Peter Georgevitch kommt ein neuer König auf den serbischen Thron, und Obert Stradimirowitsch gibt Alex Pastitsch die Order, Königin Maria Draga davon zu überzeugen, die Abdankungspapiere zu unterzeichnen. Jetzt erfährt Pastitsch, wieso es zu seiner plötzlichen Entschuldung kam und dass Maria Draga es war, die sich für seine Entlassung aus dem Kerker eingesetzt hatte. Die Königin-Witwe weigert sich standhaft, das Abdankungsdokument zu unterzeichnen, das zugleich den wahren Thronanwärter, ihren Sohn Milan, zu einem Bastard gemacht hätte. Der Oberst verfügt daraufhin, Maria vor ein Exekutionskommando zu stellen. Alex Pastitsch weiß davon nichts. Im letzten Moment entscheidet sich Oberst Stradimirowitsch um und erlaubt Maria Draga, mit ihrem Sohn Milan und der Dienerin Mascha ins Exil auszureisen. Alex Pastitsch schließt sich ihnen an, und alle verlassen Serbien.

## Synchronisation
Die deutsche Synchronfassung entstand 1935 unter der Dialogregie von Hanns Theo Grust, der vermutlich auch für das Dialogbuch verantwortlich war. Manche Nachnamen wurden in der Synchronisation geändert, in diesen Fällen ist der Nachname der Originalfassung (OF) in Klammern angegeben.
| Rolle                                         | Darsteller     | Synchronsprecher  |
| --------------------------------------------- | -------------- | ----------------- |
| Maria Draga                                   | Pola Negri     | Ruth Werner       |
| König Alexander von Serbien                   | Roland Young   | Ferdinand Classen |
| Hauptmann Alex Meltitsch (OF: Pastitsch)      | Basil Rathbone | Walter Tappe      |
| Oberst Wladiworowitsch (OF: Stradimirowitsch) | H. B. Warner   | Franz Nelkel      |
| Mascha                                        | May Boley      | Josefine Vettori  |
| General                                       | Frank Reicher  | Hellmuth Passarge |
| Adjutant des Königs                           | David Newell   | Hans Jöckel       |

## Produktionsnotizen
Um eine Fürstenkrone wurde 1931 gedreht und Anfang 1932 sowohl in England als auch in den USA uraufgeführt. In Deutschland war der Streifen ab April 1935 zu sehen. Zu diesem Zeitpunkt hatte Pola Negri soeben ihren ersten deutschen Film nach 13 Jahren Abwesenheit abgedreht, Willi Forsts Mazurka. In Österreich lief der Streifen unter dem Titel Maria Draga bereits am 10. Mai 1933 an.
An Um eine Fürstenkrone waren zahlreiche technische Spezialkräfte Hollywoods beteiligt. Hal Mohr fotografierte diese Produktion als Chefkameramann, sein angesehener Kollege Arthur C. Miller sorgte für zusätzliche Aufnahmen. William V. Skall und Milton Krasner waren als einfache Kameraleute engagiert worden, Robert Surtees war einer von zwei Kameraassistenten. Carroll Clark entwarf die Filmbauten.
Um eine Fürstenkrone machte ein Minus von 265.000 US-Dollar.

## Historischer Hintergrund
Wie schon der österreichische Stummfilm Königin Draga mit Magda Sonja in der Titelrolle orientierte sich auch Um eine Fürstenkrone vage an der tragischen Geschichte von Draga Mašin, die im Jahre 1900 den serbischen König Alexander I. ehelichte und so zur serbischen Königin aufstieg. Sie war im Volk derart verhasst, dass es nach nur drei Jahren zu einem Umsturz kam, bei dem sowohl der König als auch die Königin ermordet wurden.

## Kritik
Paimann’s Filmlisten resümierte: „Bis auf die übersentimentale Versöhnungsszene geschmackvolle Regie, ausgezeichnete darstellerische Leistungen: die Negri seit der Stummfilmzeit noch gewachsen.“
Halliwell’s Film Guide nannte den Film ein „romantisches Melodrama“ aus der Stummfilmschule, „ziemlich unwiederbelebbar“.